# 東京ラビリンス
『東京ラビリンス』（とうきょうラビリンス）は、星里もちるによる日本の漫画。前中後編の3部構成で、『ビッグコミックスピリッツ』（小学館）の1996年2月増刊号・4月増刊号・5月増刊号に掲載された。星里の『気になるヨメさん』単行本第2巻の巻末に収録されている。

## あらすじ
大桃は『月刊マッドメディア』の新人編集部員。極度の方向音痴。深夜に代々木八幡にある堀部デザインに原稿を取りに行かされる。タクシーに乗れと言われて乗ったまでは良かったが、運転手が意地悪で困惑していたところを岸田に助けられる。

## 登場人物

### 月刊マッドメディア編集部
『週刊マッド』・『季刊うるるん』の編集部も兼ねている。大桃のほかには編集長と女性編集員が2人登場するが、名前は不明。劇中の描写から内堀通り沿いにあると思われる。
大桃
新人編集者。社内でも迷う極度の方向音痴。アニメの登場人物のような顔で、MCシスターのようなファッションをしている。それにより常に子供扱いされており、コンプレックスを抱いている。遠回りされたりHな事を言われたりして、タクシーは苦手。方向音痴ということで車載用ナビゲーションシステムの記事の執筆に抜擢された。同僚の女性先輩の形容は不用意で、当人らに反感を買っている。
唯一の長所は、本人の自覚はないが酒豪のようだ。それと、手作りケーキはおいしいらしい。

### 株式会社ナビリン
栃木県の宇都宮にある。記事執筆のために編集部に地図ソフトを提供した。ゼンリンがモデル。
岸田
ナビリンの本社社員。大桃が憧れている。しかし何も努力しないで他人に依存して解決しようとするような人は嫌いとして、暗に大桃に自立心を持つように諭した。
劇中で内堀通りから代々木八幡への道順で「半蔵門（交差点を）曲がって246へ」と述べていたが、三宅坂交差点の間違いだと思われる。
吉川
ナビリンの本社スタッフ。机は岸田の隣で、同僚以上の関係のようだ。大桃曰く、美人で聡明。

## 単行本
小学館ビッグコミックス『気になるヨメさん』第2巻に収録されている。
- 2003年1月5日発行 ISBN 4-09-186422-8